# Jacques Villeglé
Jacques Villeglé, né Jacques Mahé de La Villeglé le 27 mars 1926 à Quimper et mort le 6 juin 2022 à Paris, est un plasticien et peintre français.

## Biographie

### Famille
Jacques Villeglé est né dans une famille d'ancienne bourgeoisie : la famille Mahé de La Villeglé, originaire de Bretagne. Elle est issue de Maître Charles (I) Mahé, sieur de Saint-Michel (1622-1668), notaire et procureur à Moncontour (Côtes-d'Armor).
- Charles (II) Mahé, sieur des Perrières et du Bourblanc (1652-1720), était procureur, notaire et syndic de la ville de Moncontour.
- Joseph Marie Julien Mahé, sieur des Perrières et du Bourblanc (1697-1760), était procureur, sénéchal du Colombier en Hénon.
- Gabriel Antoine Mahé, sieur de La Villeglé (1745-1832), était receveur des Devoirs de Bretagne, maire de Loudéac[3].

Jacques Mahé de La Villeglé est le fils d'Yves Mahé de La Villeglé, caissier à la Banque de France, médaille de la Résistance, et d'Elisabeth Gaultier de Carville. Il épouse Françoise de Faultrier.

### Formation
Résidant avec sa famille rue Dauphine à Saint-Servan, aujourd'hui quartier de Saint-Malo, Jacques Villeglé étudie la peinture et le dessin à l'école des beaux-arts de Rennes où il fait la connaissance de Raymond Hains (1945), avec qui il liera une complicité définitive. Il travaille quelque temps chez un architecte, où il se familiarise avec les questions d'urbanisme et d'espace public, avant d'étudier l'architecture aux beaux-arts de Nantes (janvier 1947-décembre 1949). Dès 1947, il se met à récolter à Saint-Malo des débris du Mur de l'Atlantique, qu'il regarde comme des sculptures.
De 1950 à 1954, il réalise Pénélope, film conçu par Raymond Hains qui restera inachevé. Sur les déchets des pellicules surexposées, avec de l'encre de Chine grasse, qui craquellera en séchant, Villeglé, suivant son habitude ad-hociste, fera des graffiti. Ce qui en a subsisté, monté en 1980 par Jean-Michel Bouhours, sera diffusé par le Centre Georges-Pompidou sous le titre « Paris - Saint-Brieuc 1950-1952 ».
En 1978, le musée des Beaux-Arts de Morlaix organise sa première exposition dans un musée.
En 1991, la réglementation sur l'affichage dans Paris ayant tari la collecte, il se décentralise en province.
Il a créé une œuvre sur l'un des murs de la piscine Molitor située dans le 16e arrondissement de Paris. Pour la cinquième édition de Lille Art Fair, il était l'invité de l'exposition organisée du 12 au 15 avril 2012 au Grand Palais.
Depuis 1957, date de sa première exposition à la galerie Colette Allendy (Paris), l'œuvre sélective de Villeglé a fait l'objet de plus de 200 expositions personnelles en Europe, en Amérique, en Asie et en Afrique. L'artiste a participé à des manifestations collectives sur les cinq continents.
En 2016, une de ses œuvres, 14 juillet, décembre 1960, est présentée dans le contexte de l'exposition « Jacques Chirac ou Le dialogue des cultures » au musée du Quai Branly - Jacques-Chirac.
En octobre 2016, à l’occasion de la Foire internationale d'art contemporain (FIAC) à Paris, il est invité à inscrire une phrase au sol de l’avenue Winston-Churchill, rendue piétonne le temps de la foire. Avec les lettres de son alphabet socio-politique, il écrit au pochoir, en blanc, sur le bitume, une phrase d’Henri Michaux : « L’art est ce qui aide à tirer de l’inertie ».
Jacques Villeglé meurt le 6 juin 2022 à Paris,,.

## Œuvres

### Le lacérateur anonyme
À partir de février 1949 avec Hains, Jacques Villeglé commence à récolter des affiches lacérées. Leur première affiche, « Ach Alma Manétro », est une œuvre commune. Il limite son comportement appropriatif aux seules affiches lacérées. Pour lui, le véritable artiste est le « lacérateur anonyme », la collecte pouvant être effectuée par n'importe qui.
Il souhaite s’effacer derrière son œuvre, il aime ainsi citer André Breton disant qu'« un artiste doit vivre à l’ombre de son œuvre ».
Cette volonté explique le parti pris par Jacques Villeglé de titrer ses œuvres du lieu et de la date de leur trouvaille,. Et ceci depuis 1949, Villeglé s’en est expliqué dans son livre « Cheminement ». Lors de leur première exposition chez Colette Allendy en 1957, Hains et Villeglé décident de ne pas mentionner leurs noms sur les cartels. « Le titre de l’affiche, ses dimensions, sa date nous suffisaient », explique-t-il.
Dans sa dernière période, Jacques Villeglé ajoutera, presque systématiquement, à ses titres, les noms des musiciens, ou d’autres éléments visibles sur les affiches restant toujours ainsi dans le domaine concret.
Toujours dans l’idée de s’effacer, ce n’est pas la date de son intervention sur l’affiche que Jacques Villeglé choisit de prendre en compte, mais celle de son arrachage. Son intervention se borne à son cadrage, c’est-à-dire un découpage dans l’affiche arrachée, celui-ci pouvant être rectangulaire, carré, mais aussi rond, en forme de losange… (par exemple : Quai Marcel Boyer, 27 novembre 1989, diamètre 150 cm).
Poussant encore plus loin l’idée de l’effacement de l’artiste, il ne signe ses œuvres que lorsqu’il les vend pour respecter les désirs d’une société qui veut posséder des valeurs patrimoniales et donc des œuvres signées.
En octobre 1960, il adhère au mouvement des Nouveaux réalistes créé sous l’égide du critique d’art Pierre Restany. Il s’associe à ce groupe d’artistes composé de Klein, Arman, Dufrêne, Hains, Tinguely, Spoerri, Raysse, auxquels s’ajoutent en 1961 César, Rotella, Niki de Saint Phalle, Deschamps. Ces artistes ont des pratiques très différentes mais perçoivent comme point commun une démarche d’appropriation directe du réel. Villeglé s’en distingue notamment par le caractère exclusif de l’objet choisi (l’affiche).
Il crée donc des œuvres à partir d'affiches lacérées par des passants anonymes ou abîmées par les conditions climatiques en les décollant de leur support dans la rue. Après avoir fait un choix dans les affiches ramassées, il opère dans l’affiche, comme un photographe, un cadrage, parfois, mais rarement, il recompose une affiche à partir de différents morceaux d’affiches, puis les maroufle sur toile et les signe lorsqu'il les cède. L'enjeu est bien de faire une œuvre populaire avec ces affiches de rue « reflets de la culture dominante ». Cette superposition, à travers les différentes affiches, révèle une infinité d'associations et de nouvelles significations. Son ouverture thématique est totale : des affiches lacérées monochromes, abstraites et lyriques, des images politiques protestataires (des affiches traitant de l'actualité comme la guerre d'Algérie avec des ajouts par les passants au marqueur ou à la bombe avec notamment le sigle des anarchistes, Giscard / Mitterrand 1974 ou 1981), des affiches marketing détournées, des affiches de spectacles ou des journaux remplis de graffitis (« L'Humanité c'est la vérité » en 1957).

En 1961, il crée Carrefour Sèvres / Montparnasse, une affiche lacérée aux couleurs éclatantes repérée par les Américains et permettra à l'artiste d'obtenir l'étiquette de précurseur du pop art. Il se différencie d'Andy Warhol ou de Roy Lichtenstein par l'importance accordée à la dimension formelle, aux qualités plastiques de l'affiche et non aux slogans et aux marques. Pour lui, « un artiste se doit d'apporter une nouvelle beauté ». La recherche sur la couleur est constante chez cet artiste : 

« L'affiche, émanation de la propagande des pouvoirs politiques et financiers, c'est par les couleurs qui débordent des déchirures qu'elle devient fleur de la vie contemporaine, affirmation d'optimisme et de gaieté. »

### L'archéologue de la rue
Jacques Villeglé se transforme en archéologue de la rue en restituant une part de la mémoire collective dévolue à l'oubli ou à la destruction. Ses sources d'inspiration se multiplient avec l'émergence et le développement de la société de consommation avec la domination progressive de la publicité. Les affiches officielles ou sauvages sont d'une grande diversité formelle avec une large palette de couleurs. En utilisant ces affiches, il était nécessaire que le slogan soit illisible en retirant un mot, une lettre pour qu'il ne soit plus reconnaissable. Il ne s'agit pas de faire de la propagande mais de raconter des histoires. L'image doit devenir une œuvre avec des allusions commerciales ou politiques.
« Ravir, collectionner, signer des affiches lacérées, vivre chez soi avec elles, les exposer dans les galeries, les salons, les musées, ce n'est pas la mise en question de l'œuvre d'art au sens du ready-made de Marcel Duchamp, mais bien une mise en question de l'artiste traditionnel et professionnel ». Il remet en cause le statut de l’artiste et condamne le mythe de la création individuelle. Sa devise « Le ravir plutôt que le faire », le dispense du geste créatif purement personnel. Ces œuvres révèlent à quel point notre regard est conditionné par cet environnement visuel quotidien idéologiquement biaisé, et réactive notre mémoire de façon critique, mais aussi ludique.
Il intervient rarement sur les images trouvées. Il s'agit de révéler dans la superposition de différentes épaisseurs de papiers lacérés la beauté d'une forme, d'une couleur, d'une épaisseur de déchirures, d'une trace laissée par la main d'un anonyme avec un graffiti ou une écriture pour faire percevoir la dimension sauvage et réactive de la vie urbaine et civilisée. En prélevant les affiches dans la rue, il s'approprie ces « reflets de la culture dominante » et en révèle des composantes typographiques devenues abstraites. Pour l'artiste, la lacération transforme les mots et les images comme une écriture automatique. Ces œuvres sont la mémoire vivante de périodes dans leur déroulement et leur épaisseur illustrant la fuite de l'illusion urbaine de la vie exprimée sur les murs de lieux géographiques précis. Si Villeglé, en arrachant, dessine une carte de Paris, tel un artiste géographe, il précise néanmoins : « En prenant l'affiche, je prends l'histoire. ». Peintre d'histoire donc l'affichiste ? L'artiste se joue des codes.

En juin 1953, avec Raymond Hains, il publie Hepérile éclaté, poème phonétique de Camille Bryen rendu illisible à travers les trames de verre cannelé de Raymond Hains. À la fin des années 1940, Raymond Hains invente un procédé de distorsion optique en photographiant des formes lumineuses et des objets en utilisant des plaques de verre cannelé. Ces recherches porteront le nom de photographies hypnagogniques, terme médical qui définit les états de ré-sommeil ou semi-sommeil avec spécialement les hallucinations que ces états impliquent. Une machine appelée Hypnagogoscope a été inventée. Avec Raymond Hains, il propose donc au poète Camille Bryen en 1953 « l'éclatement » de son poème Hepérile devenant ainsi Hepérile éclaté. Hepérile est un micro-livre de 5 cm de côté publié en 1950 chez Pierre-André Benoît. Raymond Hains explique ainsi le procédé des verres cannelés : « Nous nous servons de trames de verres cannelés pour débarrasser les écrits de leur signification originelle. Par une démarche analogue, il est possible de faire éclater la parole en ultra-mots qu'aucune bouche humaine ne saurait dire. Le verre cannelé nous semble l'un des plus sûrs moyens de s'écarter de la légèreté poétique. Hepérile éclaté est un livre bouc-émissaire ». Avec l'intervention des deux artistes sur ce texte poétique, ils transforment un poème incompréhensif, un texte illisible, du sonore en visuel. Camille Bryen est enthousiaste quant au résultat obtenu : 

« Nous sommes saturés de communiqués, de lectures, d'humanisme. Vive le courant d'air de l'illisible, de l'inintelligible, de l'ouvert ! En écrivant Hepérile en mots inconnus, je criais organiquement sans référence au vocabulaire- cette police des mots… Aujourd'hui, grâce à Raymond Hains et à Jacques Villeglé, les deux Christophe Colomb des "ultra-lettres", voici le premier livre heureusement illisible… Hepérile éclaté, nouveau degré poétique, fait réapparaître le non-humain inexplicable à travers le machinisme dépassé… le premier poème à dé-lire. »

En 1958, il rédige une mise au point sur les affiches lacérées intitulée « Des réalités collectives », préfiguration du manifeste du nouveau réalisme ; il est considéré comme l'historien du Lacéré anonyme, entité qu'il crée en 1959.
En février 1954, avec Raymond Hains, il fait la connaissance du poète lettriste François Dufrêne, qui se met à travailler sur les affiches lacérées dont il interroge l'envers (les « dessous »). François Dufrêne les présente à Yves Klein, puis à Jean Tinguely et à Pierre Restany. Après leur participation commune à la première Biennale de Paris, ils constituent en 1960 le groupe des nouveaux réalistes. En 1957, Villeglé fait la connaissance de Gérard Deschamps qui expose à la galerie Colette Allendy, et qui sera membre des nouveaux réalistes en 1961, au retour de son service militaire.

### L'Alphabet socio-politique
Si Jacques Villeglé est féru du monde des images, il témoigne aussi d'un grand intérêt pour la typographie, la recherche graphique et la poésie. Releveur de traces de civilisation, plus particulièrement lorsqu'elles sont anonymes, Villeglé imagine, à partir de 1969, un « alphabet socio-politique » en hommage à Serge Tchakhotine, auteur en 1939 d'un essai intitulé Le Viol des foules par la propagande politique. La création de son Alphabet socio-politique débute avec le repérage en 1969 d'un graffiti particulier sur un mur de métro. Le nom de Nixon est composé de la lettre N avec trois flèches qui renvoient à l'ancien parti socialiste, le I rappelle la croix de Lorraine, le X est une croix gammée et le O est un cercle enfermant une croix celtique. Les lettres de son alphabet sont transformées par des signes porteurs le plus souvent de sens totalitaire ou autoritaire, deux D accouplés forment le support de la croix celtique, le V est porteur de la croix de Lorraine, le F se mue en svastika, etc., interrompant à étapes régulières l'épellation par le signe $. Il affiche son invention telle quelle ou l'applique à la bombe, Alphabet guérilla, (1983), Il introduit de plus en plus de figures dans son alphabet et s'intéresse depuis 2010 à la cryptographie.
Dans son livre La vie liquide, le sociologue Zygmunt Bauman le considère comme l'un des représentants les plus remarquables de l'art liquide avec Herman Braun-Vega et Manolo Valdés.

### Sélection d'œuvres
- Tapis Maillot, 1959, MNAM, Paris.
- Boulevard Saint-Martin, 1959, MAMAC, Nice.
- Les Surplus transparents, 1961, affiches lacérées marouflées sur toile, 190 × 215 cm, Toulon.
- Avenue de la Motte-Piquet, Paris XVe, 1961, musée d'art moderne et contemporain de Saint-Etienne Métropole, Saint-Etienne
- Rue des Etuves Saint-Martin, 1963, musée de Grenoble, Grenoble.
- 122 rue du temple, 1963, Museum of Modern Art, New York

## Sculptures
- En 2014, Jacques Villeglé réalise avec Cristel Éditeur d'Art la sculpture Saint-Malo, là où tout a commencé.... Un bronze original et muséal tiré à 12 exemplaires pour rappeler que c'est en août 1947, chaussée des corsaires, que l'artiste a jeté les bases de son œuvre. Soixante-sept années plus tard, il boucle ainsi la boucle avec une sculpture énigmatique, marquant non seulement l’idée de la ville et de la mer, mais aussi la présence des hommes, des signes et des symboles qui ont personnifié l'ensemble de son action artistique[27].
- En 2019, Jacques Villeglé réalise la sculpture Lumière noire. Il s'agit d'un bronze parallélépipédique patiné à la main, tiré à 8 exemplaires (+ 4 épreuves d'artiste). Chaque face utilise l'alphabet socio-politique de l'artiste ainsi que la cryptographie pour révéler un message[28].

## Lithographies
- En 2012, Jacques Villeglé réalise la lithographie du portfolio créé par Cristel Éditeur d'Art pour le 1er prix Denis-Lalanne (Trophée Roland-Garros), prix qui récompense chaque année le meilleur article de la presse francophone publié durant le tournoi de Roland-Garros.
- En 2013, il réalise la lithographie du portfolio créé par Cristel Éditeur d'Art pour le 10e prix Jacques-Goddet (Trophée Carrefour), prix qui récompense chaque année le meilleur article de la presse francophone publié durant le Tour de France.
- En 2013, il réalise la lithographie du portfolio Art et Prestige du Tour de France créé par Cristel Éditeur d'Art à la demande d’Amaury Sport Organisation pour célébrer la 100e édition du Tour de France. Tiré à 100 exemplaires, le portfolio rassemble cette lithographie originale ainsi qu’un texte d’Erik Orsenna, tous deux numérotés et signés à la main par l’artiste et l'auteur.

## Hommages

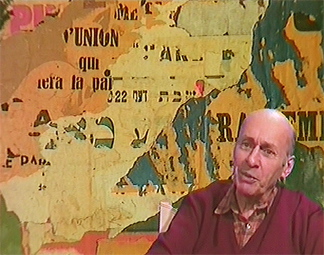
Jacques Villeglé en 1999.

- Le lieu d'art contemporain de la ville de Saint-Gratien (95) porte depuis le 24 septembre 2007 son nom (espace Jacques-Villeglé).
- L’Éclatement des célestins, œuvre de 1964 a inspiré les physiciens Eugenio Hamm (université de Santiago), Pedro Reis (MIT) et Benoît Roman (ESPCI ParisTech) qui ont publié une étude des motifs des affiches arrachées dans la revue scientifique Nature en 2008[29].
- Pierre Henry a composé pour lui, en 2008, Un monde lacéré[30].

## Distinctions
- Commandeur de l'ordre des Arts et des Lettres (2019)[31].

## Expositions

### Expositions personnelles
- 1981 - 1986 - 1994, Galerie Convergence, Nantes,.
- 1991, Galerie Convergence, Malmoë (Suède)
  - « Affiches lacérées », galerie Pascal Lainé[32] et Fondation Vasarely - château de Gordes.
- 1999 :
  - « Pop Art », Musée des beaux-arts de Montréal, Montréal, Canada.
- 1994 :
  - « Murmures des rues », musée des beaux-arts, Rennes.
- 1996 :
  - « L'informe, mode d'emploi », Centre Georges-Pompidou, Paris.
- 1997 :
  - « Carrefour Politique », chapelle Jeanne-d'Arc, Thouars.
- 1998 :
  - « Jacques Villeglé », Carré Bonnat, Bayonne.
- 1999 :
  - « Villeglé - œuvres 1962-1999 », galerie Sonia Zannettacci[33], Genève ;
  - « Le grand mixe » Confort Moderne, Poitiers ;
  - « Mots », Galerie Vallois, Paris.
- 2000 :
  - « Dans la rue », Cité de la Musique, Paris ;
  - « Micropolitiques », Le Magasin, Grenoble ;
  - École des beaux-arts, Nantes ;
  - « Escapade à Montauban », chapelle du musée Ingres, Montauban.
- 2001 :
  - « Villeglé », galerie Arkos, Clermont-Ferrand
  - « Décentralisation 3 », FRAC Corse, Corte ;
  - « Images, 1958-1991 », Galerie Vallois, Paris.
- 2003 :
  - « L'alphabet socio-politique », musée Sainte-Croix, Poitiers ;
  - Buenos Aires, Centro cultural Recoleta, Argentine ;
  - « Jacques Villeglé, Héraldique de la subversion », MAC, Lyon.
- 2004 :
  - « Jacques Villeglé, Atelier d'Aquitaine[n. 2] », galerie S. Wachters, Knokke le Zout, Belgique ;
  - « L’art est fait par tous et non par un », CAC, Istres.
- 2005 :
  - « Villeglé lacérations et Graphismes socio-politiques », centre culturel Saint-Gratien (Val-d'Oise).
  - « Politiques - Affiches lacérées 1957-1995 », galerie Vallois, Paris.
- 2006 :
  - « Villeglé & l'Atelier d'Aquitaine[n. 2] », galerie Linda et Guy Pieters, Knokke-Heiist, Belgique ;
  - « Jacques Villeglé », Museo de la Ciudad, Valence, Espagne ;
  - « Villeglé & l’Atelier d'Aquitaine[n. 2] », Halle Pajol, « Nuit blanche » Paris.
- 2007 :
  - « Le Nouveau Réalisme », Galeries nationales du Grand Palais, Paris ;
  - « Airs de Paris », Centre Georges-Pompidou, Paris ;
  - « La Lettre Lacérée », Galerie Vallois, Paris.
- 2008 :
  - « De la transgression à la collection », musée départemental d'Art ancien et contemporain, Épinal ;
  - Biennale d'arts plastique, Espace 89, Villeneuve La Garonne, Le Lacéré anonyme, scénographie de Christian Debout.
  - « Jacques Villeglé. La comédie urbaine »[35], Centre Georges-Pompidou, Paris.
- 2009 :
  - « Jacques Villeglé s'affiche à Angers », Grand Théâtre, Angers ;
  - « Diary », galerie La Belle Époque, Villeneuve-d'Ascq-Lille.
- 2010 :
  - « La mémoire insoluble », chapelle Saint-Libéral, Brive.
- 2011 :
  - Matisse Art Gallery, Casablanca et Marrakech, Maroc.
- 2012 :
  - Rétrospective, musée d'Art contemporain [mac], Marseille[36].
- 2013 :
  - Alan Koppel Gallery, Chicago ;
  - « Rues de Paris », Galerie Sonia Zannettacci, Genève ;
  - « Les murs ont la parole », Fondation Stämpfli, Sitges, Espagne ;
  - « Estampes et livres », Galerie Herzog, Paris ;
  - galerie Cortex Athletico, Bordeaux, France ;
  - « Jacques Villeglé – Théâtre, Cinema, Music Hall », Modernism, San Francisco ;
  - Espace Jean Legendre, Compiègne ;
  - « Cut ‘n’ Paste: From Architectural Assemblage to Collage City », MoMA, New York, États-Unis ;
  - « Villeglé / Wolman Collective Dis/illusion », The Mayor Gallery, Londres.
- 2014 :
  - « Jacques Villeglé : Graffiti Politiques (1962-1991) », Galerie Vallois, Paris.
  - Le Cyclop, Milly-la-Forêt ;
  - "Jacques Villeglé. Saint-Malo. Là où tout a commencé…" Centre Cristel Éditeur d'Art, Saint-Malo.
- 2015 :
  - « Jacques Villeglé, « Affiche & Alphabet 1956-2013 », musée de Louviers ;
  - « Jacques Villeglé : Retour à Morlaix », musée de Morlaix ;
  - « Jacques Villeglé et Alain Buyse », Moyens du Bord, Morlaix.
- 2016 :
  - « Jacques Villegié - Mémoires »[37], musée d'Art moderne et contemporain de Saint-Étienne Métropole ;
  - « Opération Quimpéroise », galerie Vallois, Paris ;
  - « Jacques Villeglé - Décollages from the 1960s and 1970s », Modernism, San Francisco[38].
- 2024 :
  - « STAR », galerie Vallois, Paris ;

### Exposition hommage
- 2006 « Jacques Villeglé » : un hommage à l'artiste, au Quartier, le centre d'art contemporain de Quimper, sa ville natale[39].

## Publications
- Le Lacéré anonyme, publié par le MNAM de Paris, 1977, rééd. Les presses du réel, Dijon, 2008.
- Canal, Paris, 1981.
- La traversée Urbi & Orbi, Luna-Park, coll. « Transédition », 2005.
- Catalogues thématiques des affiches lacérées de Jacques Villeglé (sous la dir. de l'artiste) :
  - La peinture dans la non-peinture, textes de Françoise Julie Piriou et Michel Girou, Éditions Marval, Paris, 1988 ;
  - Graffiti politiques ou autre, texte de Françoise Julie Piriou, Éditions Marval, Paris, 1989 ;
  - La lettre lacérée (1949-1962), texte de Daniel Abadie, Éditions Marval, Paris, 1990 ;
  - La lettre lacérée (1963-1989), texte de Michel Giroud, Éditions Marval, 1990 ;
  - Transparences, textes de Françoise Julie Piriou et Philippe Piguet, Éditions Marval, 1990 ;
  - Placards de journaux, Mai 68, texte d'Alain Jouffroy, Éditions Marval, 1996 ;
  - Sans lettre sans figure, Neuchâtel, Ides & Calendes, 2004 ;
  - Affiches politiques, texte de Laurence Bertrand Dorléac, Ides & Calendes, 2008.
- Carrefour politique éditions Vers les Arts, Calignac, 1997.
- Le Grand Mix apparitions concertées, avec Pierre Henry, éditions Confort Moderne, Poitiers, 1999.
- Cheminements, éditions Jean-Pierre Huguet, Saint-Julien-Molin-Molette, 1999.
- Villeglé Techno Rapt éditions Vers les Arts, Calignac, 1999.
- Décentralisation 2 (catalogue), Lille, galerie Épreuve d'artiste, 2000.
- L'Alphabet socio-politique musée Sainte-Croix, Poitiers, 2003.
- Le carnet d'Annette 1998-2004, Le Quartier, Centre d’art contemporain, Quimper, 2006.
- Villeglé, édition Linda et Guy Pieters, 2007.
- De la transgression à la collection, musée départemental d'Art ancien et contemporain, Épinal, 2008.
- Interview & photographies Marion Chanson, Thalia Édition, Paris, 2008.
- Crossing time and space Urbi et Orbi, Martin Muller books, San Francisco, 2012.
- Petit Vocabulaire, avec Odile Felgine et Yan Ciret, collection « Les Sept Collines », Jean-Pierre Huguet, éditeur, 2013  (ISBN 978-2-35575-204-9).

### Livres d'artiste
- Les Volantes du Ravisseur, La Louvière, 1974.
- Décentralisation, Lille, 1991  — Paru à l'occasion d'une exposition à la Galerie Épreuve d'Artiste, ce livre présente les documents offset d'affiches lacérées prélevées à Lille dont certains détails sont repris en sérigraphie suivis d'un texte calligraphié par l'artiste.
- Un homme sans métier, collection « L'art en écrit », éditions Jannink, Paris, 1995.
- Benjamin Péret, Le Déshonneur des poètes, suivi de « Péret/Villeglé. En dehors de toute préoccupation esthétique ou morale » par Dominique Dussol, Centre d'art contemporain Istres-Ouest, 2004  — ouvrage composé par Jacque Villeglé en Socio-Politique corps 8 et en Times corps 9,5 par les Ateliers d'Aquitaine à Calignac à l'occasion de l'exposition de l'artiste « L'art est fait par tous et non par un » au centre d'art contemporain Istres-Ouest Provence.
- Bas de casse, poèmes de Tita Reut sur des affiches lacérées originales de Villeglé, Les Éditions de l’Ariane, 2006.
- Voyou des voyelles, caractères socio-politiques, pochoirs, tampons et fragments d’affiches originaux accompagnant les poèmes de Tita Reut, Les Éditions de l’Ariane, 2008.
- Jacques Villeglé. Artiste et démiurge, portfolio tiré à 250 exemplaires rassemblant une estampe originale de Jacques Villeglé et un livret biographique de Christophe Penot numérotés et signés à la main par l’artiste et l'auteur, Cristel Éditeur d'Art, 2014.

### Catalogues d'exposition
- Jacques Villeglé. La Comédie Urbaine, textes de Sophie Duplaix, Laurence Bertrand-Dorléac, Roxane Jubert, Catherine Francblin, Fanny Schulmann, Arnaud Labelle-Rojoux, Rita Cusimano, Éditions du Centre Pompidou, 2008.
- Jacques Villeglé. Alphabet socio-politique, textes d’Arnaud Labelle-Rojoux, Jacques Villeglé, Musée Sainte-Croix, Poitiers-Calignac, éditions Vers les arts, 2003.
- Catherine Millet, « Parlez-vous villegléen ? », dans Jacques Villeglé. Mots, Affiches lacérées, 1949-1999, Galerie Georges-Philippe et Nathalie Vallois, 1999.
- Jacques Villeglé. Le retour de l'Hourloupe, préface de Bernard Lamarche-Vadel, Maison de la Culture, Rennes, 1985.